# Metioche boliviana
Metioche boliviana är en insektsart som först beskrevs av Lucien Chopard 1956.  Metioche boliviana ingår i släktet Metioche och familjen syrsor. Inga underarter finns listade i Catalogue of Life.